# Impact (carattere)
Impact è un carattere creato nel 1965 da Geoffrey Lee e realizzato dalla fonderia Stephenson Blake. I suoi tratti spessi, gli spazi tra le lettere compressi e la sua controforma interna minima sono particolarmente tesi, come suggerisce il nome, per "impattare". Il font ha un'altezza x che raggiunge quasi i tre quarti della linea principale. Le sembianze sono principalmente destinate a titoli ed il carattere ha un utilizzo limitato nelle applicazioni di testo. Le stesse portano a comparare Impact con caratteri simili, come l'Haettenschweiler, il Compacta della Letraset, e l'Helvetica Inserat.
Nel luglio 2010 la Ascender Corporation introdusse una versione di Impact avanzata. Includeva funzionalità OpenType estese, progettate da Terrance Weinzierl e Steve Matteson. Impact fa parte dei Core fonts for the Web ed è incluso in Mac OS X Tiger.

## Utilizzo
Impact è utilizzato nel logo del sito IMDb e della catena di ristoranti Wok to Walk. C'è stato inoltre un uso intensivo nei meme e nelle image macro su internet